# Onemanshow
Een onemanshow of onewomanshow is een optreden waarbij één persoon de hele show alleen opvoert.
In Nederland is Toon Hermans degene geweest die de onemanshow introduceerde. In Frankrijk deed iemand als Yves Montand dit al, maar dan een uurtje. Toon Hermans presteerde het om in zijn eentje een avondvullend programma te brengen. De eerste onemanshow werd door Hermans gebracht in het seizoen 1955-1956. De titel was Voor u Eva. Hij boekte er meer dan veertig jaar louter successen mee. Andere artiesten zoals Seth Gaaikema, Paul van Vliet, Bert Visscher, Freek de Jonge en Hans Teeuwen zouden zijn voorbeeld later volgen. 
In België is het Geert Hoste die de onemanshow op de kaart zette. Zijn onemanshows waren kijkcijfershits en werden 24 jaar op rij uitgezonden op televisie.
Bekende vrouwelijke artiesten die onewomanshows opvoeren zijn onder meer Brigitte Kaandorp en Lenette van Dongen.